# Унтерензинген
Унтерензинген (њем. Unterensingen) општина је у њемачкој савезној држави Баден-Виртемберг. Једно је од 44 општинска средишта округа Еслинген. Према процјени из 2010. у општини је живјело 4.576 становника. Посједује регионалну шифру (AGS) 8116068.

## Географски и демографски подаци
Унтерензинген се налази у савезној држави Баден-Виртемберг у округу Еслинген. Општина се налази на надморској висини од 288 метара. Површина општине износи 7,6 km². У самом мјесту је, према процјени из 2010. године, живјело 4.576 становника. Просјечна густина становништва износи 605 становника/km².

## Међународна сарадња
| Мјесто      | Држава   | Врста сарадње | Од    |
| ----------- | -------- | ------------- | ----- |
| Мечекнадашд | Мађарска | партнерство   | 1989. |
| Извор       |          |               |       |